# Edward Jankowski (piłkarz)
Edward Karol Jankowski (ur. 9 stycznia 1930 w Katowicach, zm. 19 marca 1987 w Rybniku) – polski piłkarz, reprezentant kraju.
Debiutował w reprezentacji Polski 25 maja 1952 w Bukareszcie w przegranym meczu z reprezentacją Rumunii (0:1).